# 關盛信
關盛信（日语：せき もりのぶ；生年不詳——1593年7月26日（文禄2年6月28日）），是日本戰國時代的武將、伊勢國豪族，伊勢龜山城主。關一政、關盛吉、關盛忠、關一利、關氏俊的父親。妻是蒲生定秀的女兒。官位中務大輔。安藝守。又名盛宣。

## 生平
關盛信作為伊勢國的有力豪族，以伊勢龜山城為居城，迎娶了近江日野城主蒲生定秀的女兒為妻、一度臣從於六角氏。後在織田信長入侵伊勢時降伏，但在元龜4年（1573年）時，因為對信長之子織田信孝的輕蔑，而受到織田信長處罰，與神戶具盛一同被監禁在蒲生家的近江國日野城。
天正2年（1574年）8月，因討伐自越前逃亡到甲賀郡的樋口直房，建立軍功而受到信長獎賞。天正10年（1582年），織田信孝被任命出征四國時，關盛信被允許重回伊勢龜山城。
在本能寺之變後離開織田信孝，從屬於豐臣秀吉方，在天正11年（1583年）的賤岳之戰中，居城龜山城一度被瀧川一益奪去，關盛信父子被迫投靠蒲生氏鄉，但關盛信又拉攏舊臣岩間八左衛門對瀧川一益叛變，並在戰後奪回龜山城。
天正12年（1584年）小牧·長久手之戰中，關盛信的龜山城遭到織田信雄的家臣神戶正武的進攻，但在關盛信跟關一政父子的奮戰下，順利擊退織田軍，獲得豐臣秀吉的讚賞，關盛信晚年自號萬鐵，將家督之位讓給兒子關一政，而關一政也作為蒲生氏鄉的与力，隨他轉封到白河城5萬石的領地，關盛信也因此在文祿2年（1593年）病故在奧州白河。